# Electro-Harmonix

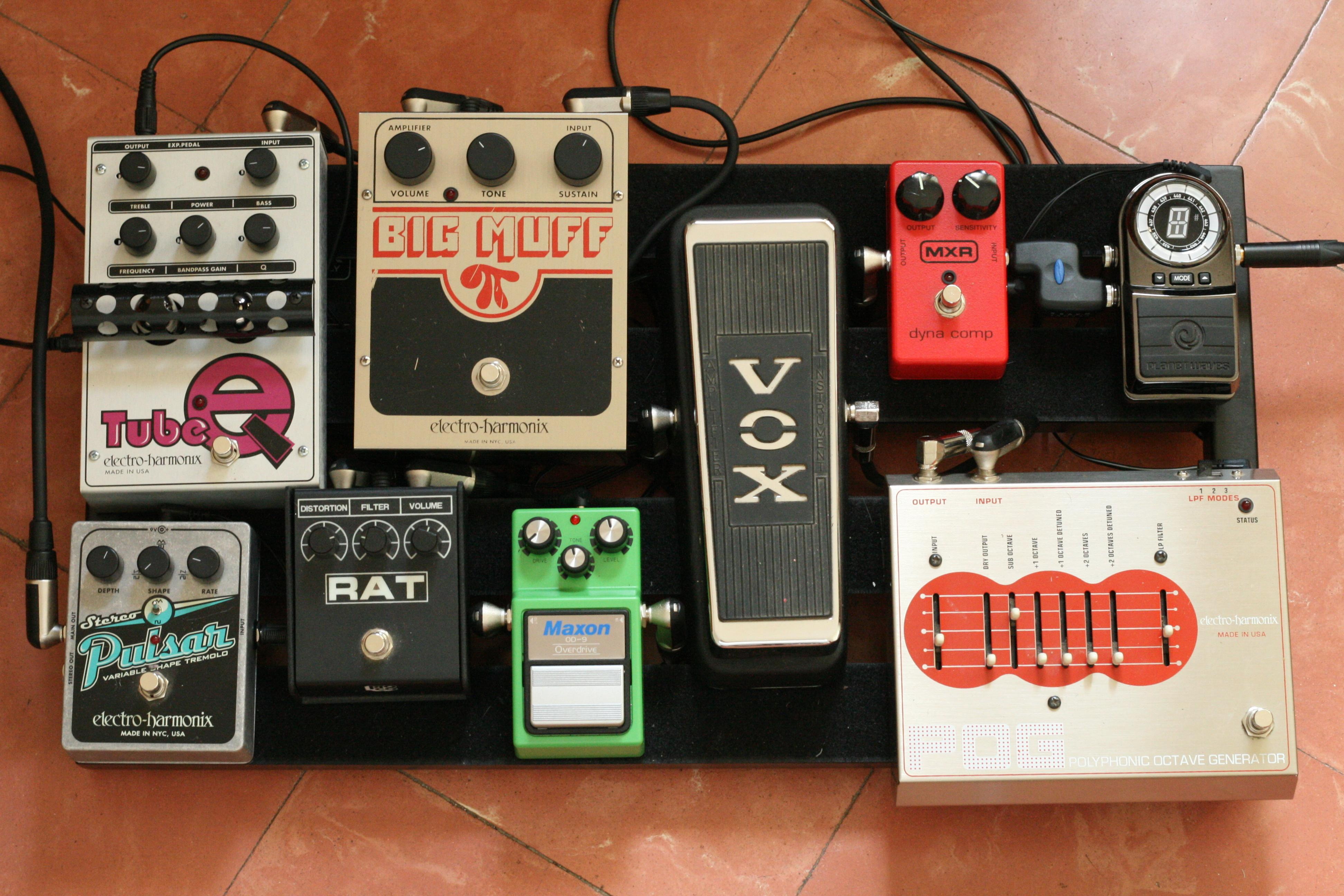
Pedalboard z efektem Big Muff Pi

Electro-Harmonix - firma muzyczna produkująca gitarowe efekty podłogowe, syntezatory i akcesoria muzyczne. Zajmuje się także dystrybucją lamp elektronowych do wzmacniaczy gitarowych i dla audiofili. Została założona w 1968 roku w Nowym Jorku, jej założycielem był Mike Matthews. Firma wyprodukowała kilka rozpoznawalnych efektów gitarowych w latach 70. i 90. XX wieku.